# Kamufláž (film)
Kamufláž (v originále Cover Up) je americký akční thriller z roku 1991, v němž hraje hlavní roli Dolph Lundgren jako bývalý mariňák a novinář Mike Anderson.

## Děj
Po teroristickém útoku na základnu americké námořní pěchoty v Izraeli je bývalý mariňák a novinář Mike Anderson vyslán svým zaměstnavatelem, aby o útoku informoval. Útok je přisuzován nové teroristické skupině, která se nazývá "Černý říjen". Na americké ambasádě se Anderson setkává s několika starými přáteli z armády, kteří mu však při jeho vyšetřování nepomáhají a zjevně něco skrývají. Když mu jeho dlouholetý přítel plukovník Jeff Cooper chce poskytnout bližší informace, stane se obětí bombového útoku: jeho auto vybuchne. Nyní si Anderson uvědomuje, že jde o mnohem více než jen o teroristický útok a že by mohl být v ohrožení života, pokud bude dál hledat pravdu. Postupně však odhaluje spiknutí. Při útoku na námořní základnu byl ukraden nebezpečný bojový plyn. Anderson podezřívá svého starého rivala, šéfa CIA Lou Jacksona, ale ve skutečnosti jsou však viníky Cooper, který pouze zinscenoval svou  smrt, a jeho manželka Susan, která zase Andersona zásobovala falešnými informacemi. Oba plánují obrovský teroristický útok na církevní svátek, kdy jsou v ulicích tisíce poutníků. V poslední sekundě může Mike Anderson zabránit katastrofě.

## Obsazení
- Dolph Lundgren jako Mike Anderson
- Louis Gossett Jr. jako Lou Jackson
- Lisa Berkely jako Susan Clifford
- John Finn jako plukovník Jeff Cooper